# Torreón de La Zuda
El torreón de La Zuda de Zaragoza es la torre que queda en pie del antiguo palacio de la Zuda, Azuda o Sudda, alcázar musulmán situado dentro de la ciudad en el que se encontraba el gobierno. Su forma actual es de la segunda mitad del siglo XVI. Se encuentra en el extremo occidental de la plaza del Pilar, detrás de la Fuente de la Hispanidad y al lado de la iglesia de San Juan de los Panetes. Tras la excavación arqueológica y la restauración acabadas en el 2001, cobija una oficina municipal de turismo.

## Historia
La torre está en medio de un área de gran riqueza arqueológica, sobre los restos de las murallas romanas de la ciudad. Las murallas con más de 7 m de espesor en algunos puntos, con más de 120 torres — algunas de más de 8 m de diámetro — y de una longitud de 3 km, protegían una ciudad prácticamente cuadrada. La Zuda se encontraba en la esquina noroccidental, pegada al río Ebro.
Del 714 al 1118, fue Zaragoza una ciudad musulmana de nombre Saraqusta. De posición privilegiada y con una muralla defensiva famosa en el mundo musulmán; fue una ciudad de frontera importante, llegando a tener su propio reino, la taifa de Saraqusta.
Los musulmanes construyeron pegada a la muralla de la ciudad el alcázar en forma de fuerte que servía de residencia al gobernador de la ciudad y fue usada más tarde por el rey taifa como residencia de invierno. La torre de La Zuda, corresponde a la torre del homenaje del palacio que se construyó sobre una de las torres de la muralla.
Tras la toma cristiana de la ciudad en 1118 por las tropas de Alfonso I el Batallador, simbolizada con la toma del torreón, el edificio pasó a ser palacio real y sede de los reyes de Aragón. Lo fue hasta el siglo XIII, en el que se comenzó a usar el palacio de la Aljafería.

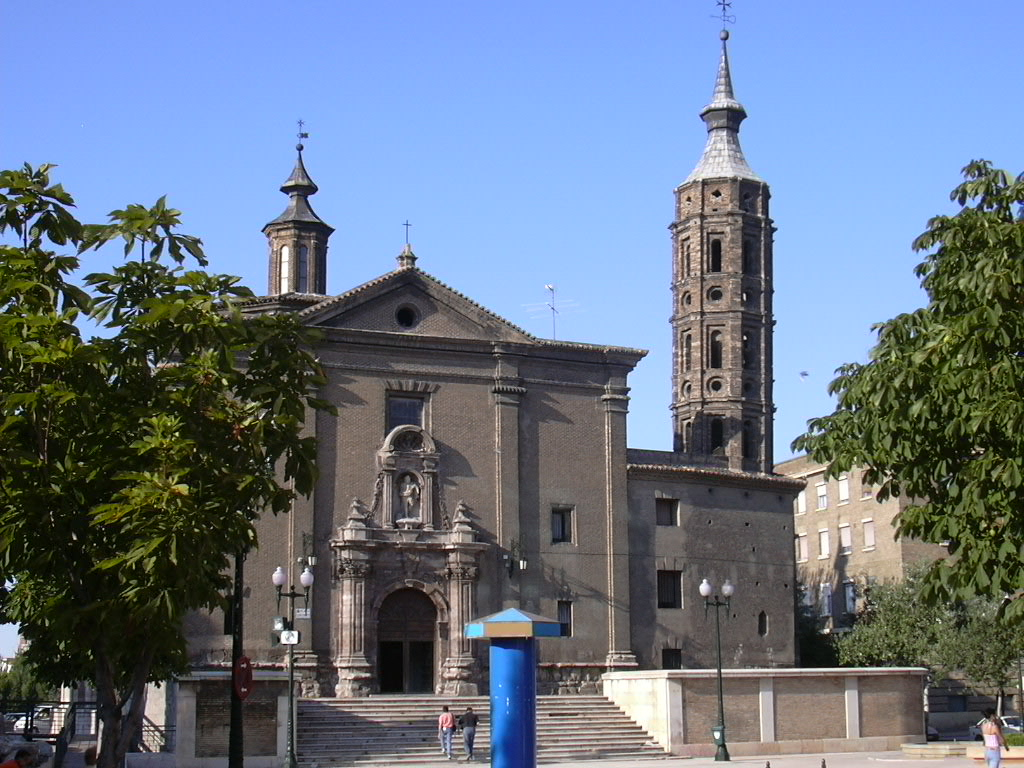
San Juan de los Panetes.

En 1180 el rey Alfonso II de Aragón donó el edificio a la Orden Hospitalaria de San Juan de Jerusalén, aunque manteniendo como suya la parte sur del edificio, al lado de la antigua puerta de Toledo. A partir de ese momento pasará a ser un hospital, conocido como "Zuda del Hospital", en el que los caballeros acogían a pobres y enfermos. Los hospitalarios construirían también una iglesia de dedicada a San Juan Bautista que no se conserva.
Desde el siglo XIV, el edificio, que hasta ese momento era la central de la orden en la región de Zaragoza, pasará a ser la sede del Castellán de Amposta, la máxima autoridad de la orden en Aragón. El edificio también sirvió esporádicamente para dar cobijo a los reyes de Aragón, como es el caso de Jaime I y su esposa doña Leonor, que estuvieron presos aquí en 1224 tras un levantamiento de los nobles aragoneses.
En los siglos siguientes el edificio sufriría diversas modificaciones la mayoría de las cuales no están documentadas. La actual iglesia de San Juan de los Panetes, construida por orden del gran Castellán Vicente de Oña, fue terminada en 1725 y sustituyó a la antigua iglesia medieval. La torre, que está ligeramente inclinada, es del siglo XVI.
En 1835, el edificio fue abandonado tras la expropiación de los bienes eclesiásticos por el estado (desamortización de Mendizábal). En esa época el palacio era probablemente una mezcla abigarrada de estilos y añadidos que se integraba en las construcciones adyacentes.

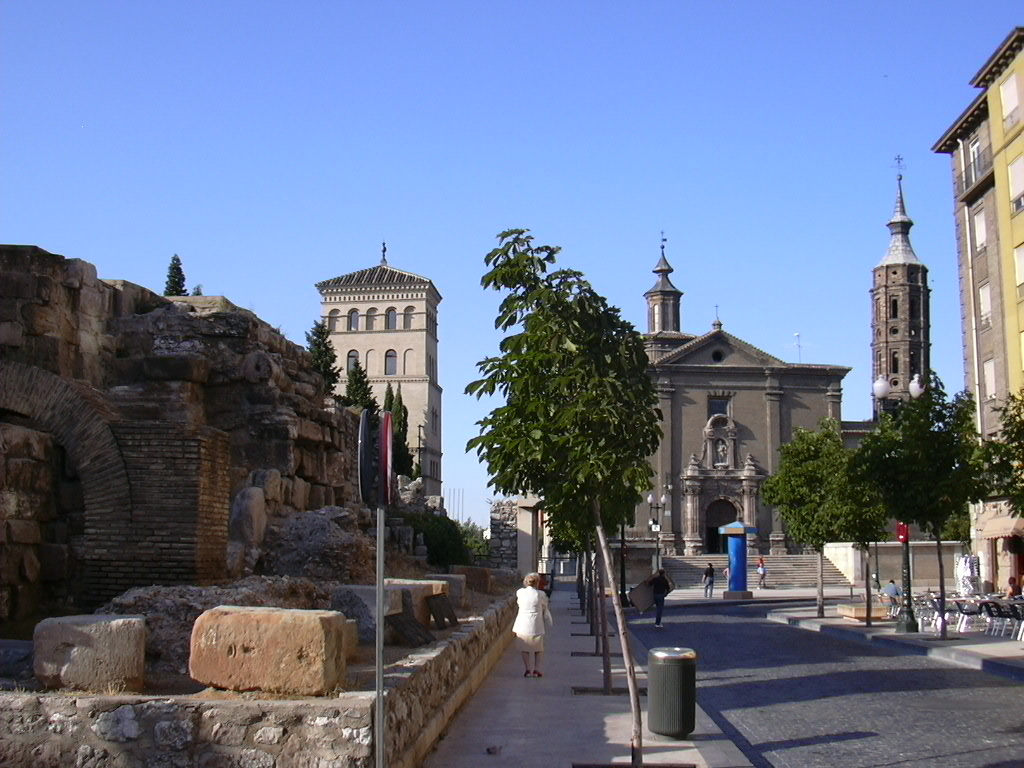
Vista del área en la actualidad.

En 1857, el príncipe don Francisco de Paula, Castellán de Amposta, permitió el uso del palacio por parte de las Religiosas Adoratrices, fundadas en 1856 por la Madre Sacramento, María Micaela Desmaisières López de Dicastillo, vizcondesa de Jorbalán. Las Religiosas Adoratrices se dedicaban a la protección de la mujer y más concretamente a "liberar y promocionar a la mujer oprimida por la prostitución". Permanecieron hasta 1910, tiempo en el que se renovó el torreón.
En 1931 se comenzó con el derribo de una construcción que había perdido hacía años el relumbre por el abandono en que se encontraba desde 1914. La demolición se culminó en 1937 con la ampliación de la avenida de Nuestra Señora del Pilar, manteniéndose los elementos que se pueden ver actualmente: las murallas romanas, el torreón y la iglesia de San Juan de los Panetes.